# Göran Eriksson Ulfsparre (1617–1656)
Göran Eriksson Ulfsparre, född i april 1617, död 18 mars 1656 i Kalmar, var en svensk friherre, militär och landshövding.
Göran Ulfsparre var sonson till Göran Eriksson (Ulfsparre) (1544–1612) och blev student vid Uppsala universitet i november 1632. Han var överste för ett värvat regemente under trettioåriga kriget 1645 och ett tyskt regemente 1647. 
Han blev friherre till Herresäter 18 februari 1653 och landshövding i Kalmar län 2 juli 1655.
Göran Ulfsparre var gift med Christina Sparre (1620-1662) och de fick två barn, en son som dog som barn och en dotter som dog som 16-åring i barnsäng. Han slöt därför själv sin friherrliga ätt. 